# Mitch Evans

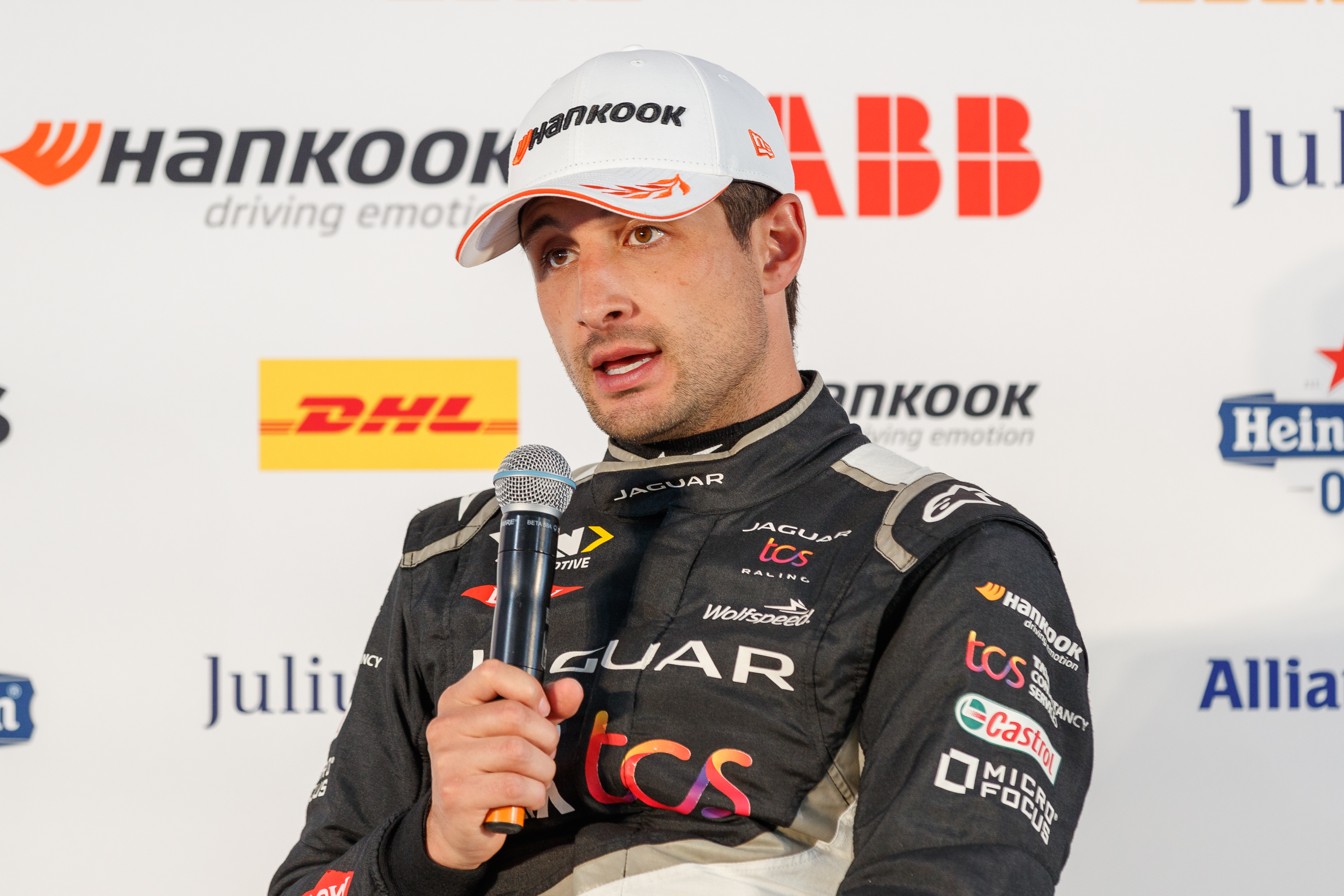
2023 beim Berlin ePrix

Mitchell „Mitch“ Evans (* 24. Juni 1994 in Auckland) ist ein neuseeländischer Automobilrennfahrer. Er ist zweimaliger Meister der Toyota Racing Series (2010 und 2011) und gewannr 2012 die GP3-Serie. Von 2013 bis 2016 fuhr er in der GP2-Serie und seit 2016 startet er in der FIA-Formel-E-Meisterschaft für Jaguar Racing.

## Karriere

### Anfänge
Wie die meisten Motorsportler begann Evans seine Karriere im Kartsport und war bis 2007 in dieser Sportart aktiv. 2007 wechselte er in den Formelsport und nahm an drei Rennen der Winterserie der neuseeländischen Formel First teil. Seine erste Saison beendete er auf dem 18. Gesamtrang. Anschließend trat er in der Saison 2007/2008 in der neuseeländischen Formel First an und belegte den neunten Gesamtrang. 2008 nahm er erstmals an der Winterserie der neuseeländischen Formel Ford teil und entschied den Meistertitel mit sieben Siegen aus zwölf Rennen für sich.
Zur Saison 2008/2009 wechselte Evans in die neuseeländische Formel Ford. Er gewann 6 von 21 Rennen und wurde Vizemeister hinter Richie Stanaway. Im Anschluss an die Saison trat Evans zu Formel-Ford-Meisterschaften in Australien an und wurde Vizemeister der australischen und der viktorianischen Formel Ford. Darüber hinaus debütierte er für das Team BRM in der australischen Formel-3-Meisterschaft. Er nahm am Saisonfinale teil und gewann das zweite Rennen. Im Alter von 15 Jahren wurde Evans damit zum bis dahin jüngsten Fahrer, der ein Rennen der australischen Formel-3-Meisterschaft für sich entschied. 2010 trat Evans zunächst für Giles Motorsport in der Toyota Racing Series, der höchsten Monoposto-Serie in Neuseeland, an. Evans gewann sein Debütrennen und insgesamt drei Rennen. Am Saisonende entschied er den Titel mit 915 zu 912 Punkten gegen Earl Bamber für sich. Anschließend kehrte Evans in die australische Formel-3-Meisterschaft zurück und ging erneut für das Team BRM an den Start. Evans, der ein Rennwochenende ausließ, gewann 8 Rennen bei 17 Starts. Am Saisonende unterlag er Ben Barker, der zu jedem Rennen antrat, mit 219 zu 220 Punkten und wurde Vizemeister. 2011 kehrte Evans als Titelverteidiger zu Giles Motorsport in die Toyota Racing Series zurück. Auf dem Manfeild Autocourse gewann er den Großen Preis von Neuseeland. Im Alter von 16 Jahren wurde Evans damit zum bisher jüngsten Rennfahrer, der einen internationalen Grand Prix für sich entschied. Diesen Rekord hielt er bis 2015, als er von Lance Stroll, der ein paar Monate jünger war, unterboten wurde. Evans entschied 7 von 15 Rennen für sich und verteidigte den Titel mit 973 zu 805 Punkten vor Nick Cassidy.

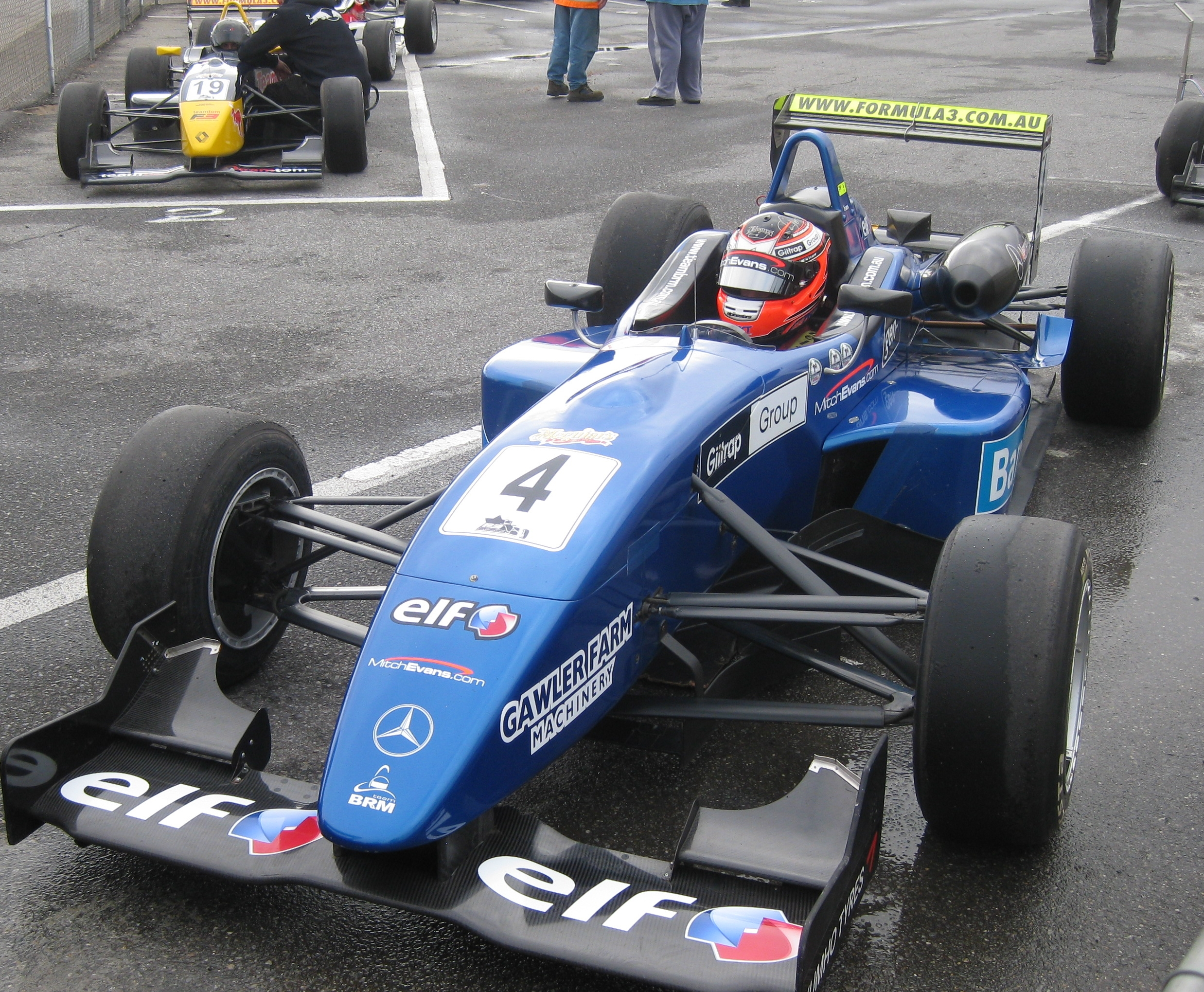
Mitch Evans in der australischen Formel-3-Meisterschaft 2010

Im Anschluss an die Toyota Racing Series wechselte Evans nach Europa und absolvierte seine erste Saison in der GP3-Serie. Er ging für MW Arden, dem Team seines Managers Mark Webber, an den Start. Er gewann ein Rennen und beendete die Saison mit 29 Punkten auf dem neunten Rang. Teamintern musste er sich Lewis Williamson, der 31 Punkte erzielt hatte, geschlagen geben. Darüber hinaus nahm Evans an einer Veranstaltung der britischen Formel-3-Meisterschaft sowie dem Macau Grand Prix teil. Anfang 2012 trat Evans für Giles Motorsport zu zwei Rennwochenenden der Toyota Racing Series an. Er erzielte dabei sämtliche Pole-Positions und wurde je zweimal Erster und Zweiter. Anschließend bestritt er für MW Arden seine zweite Saison in der GP3-Serie. Er führte die Meisterschaft fast durchgängig an und gewann drei Rennen. Mit 151,5 zu 149,5 Punkten setzte er sich gegen Daniel Abt durch und gewann die GP3-Serie.
2013 blieb Evans bei Arden und wechselte in die GP2-Serie. Bereits beim Saisonauftakt erzielte er mit einem dritten Platz im Sprintrennen eine Podest-Platzierung. In Monte Carlo wurde er bei beiden Rennen Dritter. Beim Sprintrennen auf dem Hungaroring wurde er Zweiter. Mit insgesamt vier Podest-Platzierungen schloss die die Saison auf dem 14. Gesamtrang ab. Damit setzte er sich teamintern mit 56 zu 41 Punkten gegen Johnny Cecotto jr. durch. Darüber hinaus nahm er am Anfang des Jahres für Giles Motorsport an einer Veranstaltung der Toyota Racing Series teil. Dabei gewann er zwei von drei Rennen. 2014 bestritt Evans seine zweite GP2-Saison für das von iSport International betreute Team RT Russian Time. Er gewann die Hauptrennen in Silverstone und Hockenheim und stand bei vier weiteren Rennen auf dem Podium. Im Gesamtklassement verbesserte er sich auf den vierten Platz. Mit 174 zu 6 Punkten setzte er sich intern deutlich gegen Artjom Markelow durch. 2015 bildete Evans erneut mit Markelow ein Fahrerduo bei Russian Time. Die Durchführung der Renneinsätze übernahm in diesem Jahr Virtuosi Racing UK. In Monza und as-Sachir gewann er die Sprintrennen. In der Meisterschaft wurde er Fünfter. Darüber hinaus nahm Evans für Jota Sport an zwei Langstreckenrennen teil. Dabei debütierte er beim 24-Stunden-Rennen von Le Mans. Ferner absolvierte er einen LMP1-Testtag für Porsche.
2016 bestritt Evans seine vierte Saison in der GP2-Serie für Jagonya Ayam Campos Racing. Mit einem Sieg in Spielberg beendete er die Saison auf dem zwölften Platz der Fahrerwertung. Intern setzte er sich mit 90 zu 24 Punkten gegen Sean Gelael durch. Ferner trat er zusammen mit Gelael und Antonio Giovinazzi für das von AF Corse betreute Team SMP Racing zu einem Lauf der European Le Mans Series (ELMS) an.

### Formel E
Darüber hinaus erhielt Evans für die FIA-Formel-E-Meisterschaft 2016/17 ein Cockpit bei Jaguar Racing, einem neuen Rennstall der Meisterschaft. In der Saison gelang ihm ein vierter Platz beim Mexiko-Stadt ePrix. Am Saisonende belegte er den 14. Gesamtrang.
2017/18 blieb er bei Jaguar in der FIA-Formel-E-Meisterschaft. Beim Saisonauftakt in Hongkong gelang ihm mit dem dritten Platz seine erste Podestplatzierung für ihn sowie das Team. In Zürich erzielte er seine erste Pole-Position. Am Saisonende belegte er den siebten Rang in der Gesamtwertung.
Auch 2018/19 trat Evans erneut für Jaguar an. Beim Rom E-Prix gelang ihm sein erster Sieg, es war auch der erste Sieg für das Team. Am Saisonende belegte er mit zwei weiteren Podestergebnissen mit 105 Punkten den fünften Platz in der Fahrerwertung. Außerdem belegte er mit einem Sieg und einem zweiten Platz den zweiten Rang in der Gesamtwertung der voestalpine European Races, bei der nur Podiumsplätze bei den Rennen auf dem europäischen Kontinent berücksichtigt wurden.

## Statistik

### Karrierestationen
| - 2007: Neuseeländische Formel First, Winterserie (Platz 18) - 2008: Neuseeländische Formel First (Platz 9) - 2008: Neuseeländische Formel Ford, Winterserie (Meister) - 2009: Neuseeländische Formel Ford, (Platz 2) - 2009: Australische Formel Ford (Platz 2) - 2009: Viktorianische Formel Ford (Platz 2) - 2009: Australische Formel 3 (Platz 5) - 2010: Toyota Racing Series (Meister) - 2010: Australische Formel 3 (Platz 2) - 2011: Toyota Racing Series (Meister) | - 2011: GP3-Serie (Platz 9) - 2011: Britische Formel 3 (Platz 20) - 2012: Toyota Racing Series (Platz 19) - 2012: GP3-Serie (Meister) - 2013: Toyota Racing Series (Platz 18) - 2013: GP2-Serie (Platz 14) - 2014: GP2-Serie (Platz 4) - 2015: GP2-Serie (Platz 5) - 2016: GP2-Serie (Platz 12) - 2016: ELMS, LMP2 (Platz 24) | - 2017: Formel E (Platz 14) - 2018: Formel E (Platz 7) - 2019: Formel E (Platz 5) - 2020: Formel E (Platz 7) - 2021: Formel E (Platz 4) - 2022: Formel E (Platz 2) - 2023: Formel E (Platz 3) - 2024: Formel E (Platz 2) - 2025: Formel E (Platz 13) |

### Einzelergebnisse in der GP2-Serie
| Jahr | Team                       | 1   | 2   | 3   | 4   | 5   | 6   | 7   | 8   | 9   | 10  | 11  | 12  | 13  | 14  | 15  | 16  | 17  | 18  | 19  | 20  | 21  | 22  | Punkte | Rang |
| ---- | -------------------------- | --- | --- | --- | --- | --- | --- | --- | --- | --- | --- | --- | --- | --- | --- | --- | --- | --- | --- | --- | --- | --- | --- | ------ | ---- |
| 2013 | Arden International        | MAS | MAS | BRN | BRN | ESP | ESP | MON | MON | GBR | GBR | GER | GER | HUN | HUN | BEL | BEL | ITA | ITA | SIN | SIN | UAE | UAE | 56     | 14.  |
| 2013 | Arden International        | 10  | 3   | DNF | 15  | 12  | 13  | 3   | 3   | 19  | 14  | 16  | 7   | 7   | 2   | 11  | 10  | DNF | 15  | 11  | 15  | DNF | 14  | 56     | 14.  |
| 2014 | RT Russian Time            | BRN | BRN | ESP | ESP | MON | MON | AUT | AUT | GBR | GBR | GER | GER | HUN | HUN | BEL | BEL | ITA | ITA | RUS | RUS | UAE | UAE | 174    | 4.   |
| 2014 | RT Russian Time            | 14  | 7   | 14  | 20* | 2   | 6   | 7   | 4   | 1   | 7   | 1   | 11  | 12  | 9   | 5   | 4   | 3   | 20* | 2   | 4   | 3   | 4   | 174    | 4.   |
| 2015 | Russian Time               | BRN | BRN | ESP | ESP | MON | MON | AUT | AUT | GBR | GBR | HUN | HUN | BEL | BEL | ITA | ITA | RUS | RUS | BRN | BRN | UAE | UAE | 135    | 5.   |
| 2015 | Russian Time               | 6   | 17  | 2   | DNS | DNF | DNS | 10  | 5   | DNF | 20  | 17  | 22  | 5   | 3   | 3   | 1   | 11  | 8   | 3   | 1   | 3   | C   | 135    | 5.   |
| 2016 | Jagonya Ayam Campos Racing | ESP | ESP | MON | MON | AZE | AZE | AUT | AUT | GBR | GBR | HUN | HUN | GER | GER | BEL | BEL | ITA | ITA | MAS | MAS | UAE | UAE | 90     | 12.  |
| 2016 | Jagonya Ayam Campos Racing | 12  | 14  | 5   | 4   | 5   | DNF | 1   | 8   | 4   | 13  | 10  | 5   | DNF | 10  | 16  | 13  | 8   | DNF | 8   | 6   | 15  | 8   | 90     | 12.  |

### Einzelergebnisse in der FIA-Formel-E-Meisterschaft
| Jahr    | Team                    | 1    | 2   | 3   | 4   | 5   | 6   | 7    | 8   | 9   | 10  | 11  | 12  | 13  | 14    | 15    | 16  | Punkte | Rang |
| ------- | ----------------------- | ---- | --- | --- | --- | --- | --- | ---- | --- | --- | --- | --- | --- | --- | ----- | ----- | --- | ------ | ---- |
| 2016/17 | Panasonic Jaguar Racing | HKG  | MAR | BUE | MEX | MON | PAR | BER  | BER | NYC | NYC | MTR | MTR |     |       |       |     | 22     | 14.  |
| 2016/17 | Panasonic Jaguar Racing | DNF  | 17  | 13  | 4   | 10  | 9   | DNF  | 17  | NC  | DNF | 7   | 12  |     |       |       |     | 22     | 14.  |
| 2017/18 | Panasonic Jaguar Racing | HKG  | HKG | MAR | SAN | MEX | PUN | ROM  | PAR | BER | ZÜR | NYC | NYC |     |       |       |     | 68     | 7.   |
| 2017/18 | Panasonic Jaguar Racing | 12   | 3   | 11  | 7   | 6   | 4   | 9    | 15  | 6   | 7   | DNF | 6   |     |       |       |     | 68     | 7.   |
| 2018/19 | Panasonic Jaguar Racing | DIR  | MAR | SAN | MEX | HKG | SAY | ROM  | PAR | MCO | BER | BRN | NYC | NYC |       |       |     | 105    | 5.   |
| 2018/19 | Panasonic Jaguar Racing | 4    | 9   | 6   | 7   | 7   | 9   | 1    | 16  | 6   | 12  | 2   | 2   | 17  |       |       |     | 105    | 5.   |
| 2019/20 | Panasonic Jaguar Racing | DIR  | DIR | SAN | MEX | MAR | BER | BER  | BER | BER | BER | BER |     |     |       |       |     | 71     | 7.   |
| 2019/20 | Panasonic Jaguar Racing | 10   | 18  | 3   | 1   | 6   | 13  | °12° | 9   | 7   | °7° | 11  |     |     |       |       |     | 71     | 7.   |
| 2020/21 | Jaguar Racing           | DIR  | DIR | ROM | ROM | VAL | VAL | MCO  | PUE | PUE | NYC | NYC | LON | LON | BER   | BER   |     | 90     | 4.   |
| 2020/21 | Jaguar Racing           | 3    | DNF | 3   | 6   | DNF | 15  | 3    | 8   | 9   | DNF | 13  | 14  | 3   | 3     | °DNF° |     | 90     | 4.   |
| 2021/22 | Jaguar TCS Racing       | DIR  | DIR | MEX | ROM | ROM | MCO | BER  | BER | JAK | MAR | NYC | NYC | LON | LON   | SEO   | SEO | 180    | 2.   |
| 2021/22 | Jaguar TCS Racing       | °10° | 21  | 19  | 1   | 1   | 2   | °5°  | 10  | °1° | 3   | 11  | 3   | °5° | °DNF° | °1°   | °7° | 180    | 2.   |
| 2022/23 | Jaguar TCS Racing       | MEX  | DIR | DIR | HYD | CAP | SAP | BER  | BER | MCO | JAK | JAK | POR | ROM | ROM   | LON   | LON | 197    | 3.   |
| 2022/23 | Jaguar TCS Racing       | 8    | 10  | 7   | DNF | 11  | 1   | 1    | 4   | 2   | DNF | 3   | 4   | 1   | DNF   | 1     | 2   | 197    | 3.   |
| 2023/24 | Jaguar TCS Racing       | MEX  | DIR | DIR | SAP | TOK | MIS | MIS  | MCO | BER | BER | SHA | SHA | POR | POR   | LON   | LON | 192    | 2.   |
| 2023/24 | Jaguar TCS Racing       | 5    | 5   | 10  | 2   | 15  | 5   | NC   | 1   | 4   | 6   | 1   | 5   | 8   | 3     | 2     | 3   | 192    | 2.   |
| 2024/25 | Jaguar TCS Racing       | SAP  | MEX | JED | JED | MIA | MCO | MCO  | TOK | TOK | SHA | SHA | JAK | BER | BER   | LON   | LON | 74     | 13.  |
| 2024/25 | Jaguar TCS Racing       | 1    | DNF | 19  | DNF | 16  | 20  | 18   | DNF | DNS | 20  | 14  | 12  | 1   | 5     | 10    | 5   | 74     | 13.  |

| Legende                      | Legende       | Legende                                                                 |
| Farbe                        | Abkürzung     | Bedeutung                                                               |
| ---------------------------- | ------------- | ----------------------------------------------------------------------- |
| Gold                         | —             | Sieger                                                                  |
| Silber                       | —             | 2. Platz                                                                |
| Bronze                       | —             | 3. Platz                                                                |
| Grün                         | —             | Platzierung in den Punkten                                              |
| Blau                         | —             | Klassifiziert außerhalb der Punkteränge                                 |
| Violett                      | DNF           | Rennen nicht beendet                                                    |
| Violett                      | NC            | nicht klassifiziert                                                     |
| Rot                          | DNQ           | nicht qualifiziert                                                      |
| Schwarz                      | DSQ           | disqualifiziert                                                         |
| Weiß                         | DNS           | nicht am Start                                                          |
| Weiß                         | WD            | zurückgezogen                                                           |
| Weiß                         | C             | Rennen abgesagt                                                         |
| Blanko                       |               | nicht teilgenommen                                                      |
| Blanko                       | DNP           | gemeldet, aber nicht teilgenommen                                       |
| Blanko                       | INJ           | verletzt oder krank                                                     |
| Blanko                       | EX            | ausgeschlossen                                                          |
| sonstige Formate und Zeichen | P/fett        | Pole-Position                                                           |
| sonstige Formate und Zeichen | kursiv        | Schnellste Rennrunde (ab 2017/18: Schnellste Rennrunde der ersten Zehn) |
| sonstige Formate und Zeichen | unterstrichen | Führender in der Gesamtwertung                                          |
| sonstige Formate und Zeichen | °             | FanBoost                                                                |
| sonstige Formate und Zeichen | *             | nicht im Ziel, aufgrund der zurückgelegten Distanz aber gewertet        |
| sonstige Formate und Zeichen | ( )           | Streichresultat                                                         |

### Le-Mans-Ergebnisse
| Jahr | Team        | Fahrzeug    | Teamkollege | Teamkollege   | Platzierung | Ausfallgrund |
| ---- | ----------- | ----------- | ----------- | ------------- | ----------- | ------------ |
| 2015 | Jota Racing | Gibson 015S | Simon Dolan | Oliver Turvey | Rang 10     |              |